# Paris Saint-Germain Football Club Féminines
El Paris Saint-Germain Football Club Féminines és la secció femenina del Paris Saint-Germain FC, un club de futbol francès. Va ser fundat l'any 1971, poc després de la creació del club.
Els anys 2010 ha sigut subcampió de la lliga francesa habitualment, i en la temporada 2014-15 va assolir la final de la Lliga de Campions, que va perdre 1-2 contra el Frankfurt.

## Palmarès
- 1 Copa de França
  - 2009/10

| Edició | Fase previa ¹ | Setzens de final | Vuitens de final | Quarts de final | Semifinals    | Final           |
| ------ | ------------- | ---------------- | ---------------- | --------------- | ------------- | --------------- |
| 11/12  |               | Peamount United  | 1.FFC Frankfurt  |                 |               |                 |
| 13/14  |               | Tyresö FF        |                  |                 |               |                 |
| 14/15  |               | FC Twente        | Olympique Lió    | Glasgow City    | VfL Wolfsburg | 1.FFC Frankfurt |
| 15/16  |               | Olimpia Cluj     | KIF Örebro       | FC Barcelona    | Olympique Lió |                 |
| 16/17  |               | Pendent          |                  |                 |               |                 |

- ¹ Fase de grups. Equip classificat pillor possicionat en cas d'eliminació o equip eliminat millor possicionat en cas de classificació.